# Mario Landriscina
Mario Landriscina (Como, 10 aprile 1954) è un politico italiano, sindaco di Como dal 27 giugno 2017 al 29 giugno 2022.

## Biografia
Laureato in medicina, con specializzazione in anestesia e rianimazione, è stato medico di famiglia a Tavernola e alla Ca’ Merlata, medico ospedaliero agli ospedali Valduce e Sant'Anna. È stato ufficiale medico dell'esercito e ha prestato servizio a bordo dell’elicottero sanitario e delle ambulanze. Insieme a un gruppo di amici, colleghi e associazioni, ha dato vita al 118 di Como che ha diretto insieme al dipartimento di emergenza dell'ospedale Sant'Anna per conto dell'Areu. Ha ricoperto incarichi organizzativi in Regione Lombardia e ha partecipato alla commissione Grandi rischi presso il dipartimento della Protezione civile, al ministero della Sanità e nel gruppo tecnico della conferenza Stato-Regioni. Attivo anche sul fronte internazionale, ha operato per conto delle Nazioni unite a Cuba, in Sri Lanka dopo lo tsunami e a Santo Domingo-Haiti dopo il terremoto.
Nel 2017 si è candidato alle elezioni amministrative a sindaco di Como all'interno di una coalizione di centro-destra formata da Forza Italia, Lega Nord e Fratelli d'Italia. Vinse al ballottaggio del 25 giugno contro il candidato di centro-sinistra Maurizio Traglio con il 52,68% dei voti. Nel 2022 decide di non ripresentarsi per un secondo mandato.